# Pierre Brambilla
Pour les articles homonymes, voir Brambilla.
Pierre Brambilla, né le 12 mai 1919 à Villarbeney en Suisse et mort le 13 février 1984 à Grenoble, est un ancien coureur cycliste français, d'origine italienne qui adopte la nationalité française le 9 septembre 1949.

## Biographie
Né le 12 mai 1919 à Villarbeney de parents italiens, Pierre Brambilla vit dès son plus jeune âge à Annecy,.
Surnommé « la Brambille », il est le vainqueur du Grand Prix de la montagne du Tour de France en 1947. Cette année-là, il obtient son meilleur classement final sur le Tour : 3e. Il porte le maillot jaune pendant deux étapes lors de ce Tour, mais lors de la dernière étape, est piégé par l'attaque de Jean Robic qui remporte l'épreuve. Pierre Brambilla, fou de rage, regagne son domicile de la région parisienne et aussitôt enterre son vélo au fond de son jardin. Le lendemain, toutefois, il déterre sa machine et continue à participer à des épreuves cyclistes.

## Palmarès

### Palmarès année par année
- 1938
  - 2e du Circuit du Mont-Blanc
  - 2e du Grand Prix du Faucigny
  - 3e du Grand Prix de Thizy
- 1939
  - Lyon-Grenoble-Lyon :
    - Classement général
    - 1rea étape

  - 2e du Tour de l'Est Central
  - 3e de Lyon-Saint-Étienne
- 1941
  - Critérium du Centre
- 1942
  - 11e étape du Tour d'Espagne
  - 1re étape du Circuit des villes d'eaux d'Auvergne
  - 2e étape des Quatre Jours de la Route du Dauphinois
  - 3e des Quatre Jours de la Route du Dauphinois
  - 4e du Tour de Suisse
- 1943
  - Tour de Haute-Savoie
  - Grand Prix d'Espéraza
  - Circuit du Ventoux
  - Course du mont Chauve
  - 3e du Critérium du Midi 
  - 3e de la Ronde des Mousquetaires
  - 3e de Toulouse-Rodez
- 1944
  - 6e de Paris-Tours
- 1945
  - Annecy-Grenoble-Annecy
  - 2e du Circuit de la Bresse
  - 2e du Grand Prix des Alpes
- 1946
  - Tour de l'Ouest
  - 2e de Paris-Limoges
  - 2e du Grand Prix de Nice
  - 3e du Circuit de l'Indre
  - 5e de Paris-Nice
- 1947
  -  Grand Prix de la montagne du Tour de France
  - Paris-Clermont-Ferrand
  - 2e du Trophée International du Sud-Ouest
  - 2e du Grand Prix du Pneumatique
  - 3e du Tour de France
  - 4e du Critérium du Dauphiné libéré
  - 10e du Tour de Romandie
- 1948
  - 2e de Bourg-Genève-Bourg
- 1949
  - 2e du Tour du Maroc
  - 10e du Critérium du Dauphiné libéré
- 1950
  - 4e étape du Circuit de la Côte-d'Or
  - 2e du Grand Prix du Pneumatique
  - 4e du Critérium du Dauphiné libéré
- 1951
  - 3e du Tour de Haute-Savoie
  - 4e de Paris-Brest-Paris

### Résultats sur les grands tours

#### Tour de France
5 participations
- 1947 : 3e,   vainqueur du Grand Prix de la montagne,  maillot jaune pendant 2 jours
- 1948 : abandon (13e étape)
- 1949 : 26e
- 1950 : 11e
- 1951 : 36e

#### Tour d'Espagne
1 participation
- 1942 : 17e, vainqueur de la 11e étape